# Папава Михайло Григорович
Папава Михайло Григорович (24 жовтня (6 листопада) 1906 — 27 січня 1975) — радянський кінодраматург.

## Біографія
Народився 24 жовтня (6 листопада) 1906 року в Харкові.
У 1931 році закінчив історико-філологічний факультет Московського університету. З 1930 виступав як журналіст. У 1938 закінчив сценарний факультет ВДІКу.
Помер 27 січня 1975 року в Москві, похований на Донському кладовищі.

## Кіносценарії
- «Рідні поля» (1945),
- «Академік Іван Павлов» (1949),
- «Далеко від Москви» (1950),
- «Висота» (1957, по Е. Воробйову),
- «Не на своєму місці» (1958 з Іоном Друце),
- «На одній планеті» (1966 з С. Дангуловим),
- «Іванове дитинство» (1962, з В. Богомоловим),
- «Я його наречена» (1969, з О. Чаковським).

## Нагороди і почесні звання
Нагороджений трьома орденами та медалями. Лауреат Державної премії СРСР (1950).